# 外れスキル《木の実マスター》 〜スキルの実（食べたら死ぬ）を無限に食べられるようになった件について〜
『外れスキル《木の実マスター》 〜スキルの実（食べたら死ぬ）を無限に食べられるようになった件について〜』（はずれスキルきのみマスター スキルのみたべたらしぬをむげんにたべられるようになったけんについて）は、はにゅうによる日本のライトノベル。小説投稿サイト「小説家になろう」にて2020年5月23日から連載中。書籍版はKラノベブックス（講談社）より2022年5月から刊行されている。イラストはイセ川ヤスタカ。
メディアミックスとして、松琴エアが漫画を担当する漫画がニコニコ静画内の『水曜日のシリウス』（同社）にて、2021年7月6日から連載中。毎月第1・第3火曜日に更新されている。また、テレビアニメが2025年1月から3月まで放送された。

## あらすじ
この世界では生涯に一つだけ食べられる「スキルの実」を食べることでスキルを手に入れ、スキルによって生涯の生き方が決まる。
主人公のライト・アンダーウッドは幼馴染のレーナ・フローリアとともに冒険者を目指してスキルの実を食べるが、ライトが手に入れたスキルは戦闘能力がない「木の実マスター」だった。対してレーナは戦闘面最強の「剣聖」のスキルを手に入れ、必然的に離れ離れになってしまう。
それから1ヶ月、剣の練習をしながらスキルの実を育てて生計を立てていたライトだったが、ある日一緒に住んでいるアイラ・ローレンスが料理を作ったところ、誤ってスキルの実を材料に使ってしまい、ライトはそれを知らずに食べてしまった。
本来であれば生涯に2つ以上食べると毒によって死んでしまうスキルの実だったが、ライトは死ぬことなく2つ目のスキル「剣神」を手に入れる。ようやく戦闘系のスキルを手に入れることができたライトは、今度こそ冒険者になるべく、また先にSランク冒険者となったレーナを追って、アイラとともに聖都へ向かうのだった。

## 登場人物
声の項はテレビアニメの声優。
ライト・アンダーウッド
声 - 永塚拓馬、衣笠晴香（幼少期）
本作の主人公。戦闘能力がない「木の実マスター」のスキルを持つ少年。幼少期から冒険者を目指していたが、手に入ったスキルが非戦闘系だったため夢破れる。
ある日アイラが誤ってスキルの実を料理に使ってしまい命の危機に陥ったが、結局死ぬことはなく「剣神」のスキルを手に入れる。
「木の実マスター」は木の実の成長速度と収穫量をアップするスキルだが、実は「木の実の毒が効かなくなる」という効果も併せ持っており、これによりスキルの実の「二つ以上食べると死ぬ」という効果を無効化し、通常ではありえないスキルを複数持つ存在となった。
レーナ・フローリア
声 - Lynn
ライトの幼なじみで、史上最短でSランクに到達した冒険者。「剣聖」のスキルを持つ。
ライトとともに冒険者になることを目指していたが、スキルの実を食べたところ自分だけ戦闘向きの希少なスキル「剣聖」を手に入れる。
元々冒険者に執着はなくライトと一緒にいるつもりだったのだが、聖女によって強引に自分だけ聖都へ行かされることとなった。
その後聖都で「剣神」を手に入れたライトと再開する。この時レーナは聖女の指示でパーティに入っていたがメンバーとうまくいっておらず、ライトとパーティを組む。
テレビアニメ版では聖女の指示で結成したセイクリッドというSランクパーティに参加しており、リーダーのグラウスの横暴にライトが巻き込まれないように声をかけられても面識がないフリをした。のちにライトがグラウスを倒したことで自由の身となり、ライト、アイラとパーティを組む。
アイラ・ローレンス
声 - 三川華月
ライトが村長から引き取った少女。
ある日誤ってスキルの実を料理に使ってしまいライトと一緒に食べたことで、「鑑定」のスキルを手に入れる。
モニカ・ボルスト
声 - 集貝はな
腕が立つ鍛冶師。「超精錬」のスキルを持つ。
半年前、自分の打った武器が盗賊にわたり叔母さんを殺した、という事件があり、剣嫌いになっている。
ドラテナ
声 - 関根明良
ブラックスワン所属。「死霊操作」のスキルを持つ。
聖女
声 - 大原さやか
監察局主席監察官。
「剣聖」のスキルを手に入れたレーナを英雄に仕立て上げる、という歪んだ使命感を持ち、その邪魔をするライトを敵視している。
テレビアニメ版では独断でパーティを強制解散させることができるなど強い権限を持っており、聖女に逆らうと聖都で生活できなくなる、と言われている。事実セイクリッドを脱退したレーナとそれを手引きしたライトに対しては、最低ランクの依頼しか受けられないようにギルドに圧力をかけた。
花帽子
声 - 加隈亜衣
調査局主席調査官。
虎髭
声 - 宝亀克寿
保安局主席保安官。
墓守
声 - 子安武人
財務局主席財務官。ことあるごとに罰金を払わせようとする、金にがめつい性格。

## 作風
テレビアニメでライト役を演じる永塚拓馬によると、「シリアスな場面」があるものの「明るく楽しい冒険物語」であり、「ガチャを回すような楽しさがある作品」である。レーナ役を演じるLynnは当初は「可愛らしい作品」という印象を持ったといい、モニカ役の集貝はなは王道でありながら親近感のあるキャラクターやバトル展開での「バランス感覚が魅力」と話している。

## 制作背景
作者のはにゅうは、2020年5月に本作の第1話をweb上に投稿した。はにゅうは当時、「コロナが騒がれ始めた頃で、書店もたくさん閉店していく中、木の実マスターは手に取ってもらえるのだろうかと不安だった」と話している。

## 既刊一覧

### 小説
- はにゅう（著）・イセ川ヤスタカ（イラスト）『外れスキル《木の実マスター》 〜スキルの実（食べたら死ぬ）を無限に食べられるようになった件について〜』講談社〈Kラノベブックス〉、既刊2巻（2025年2月28日現在）
  1. 2022年5月2日発売[3]、ISBN 978-4-06-528057-7
  2. 2025年2月28日発売[9]、ISBN 978-4-06-538967-6

### 漫画
- はにゅう（著）・松琴エア（漫画）・イセ川ヤスタカ（キャラクター 原案）『外れスキル《木の実マスター》 〜スキルの実（食べたら死ぬ）を無限に食べられるようになった件について〜』講談社〈シリウスKC〉、既刊7巻（2025年3月7日現在）
  1. 2021年11月9日発売[1][10]、ISBN 978-4-06-525960-3
  2. 2022年2月9日発売[11]、ISBN 978-4-06-527089-9
  3. 2022年6月9日発売[12]、ISBN 978-4-06-528364-6
  4. 2022年11月9日発売[13]、ISBN 978-4-06-529832-9
  5. 2023年7月7日発売[14]、ISBN 978-4-06-531303-9
  6. 2024年6月7日発売[15]、ISBN 978-4-06-535075-1
  7. 2025年3月7日発売[16]、ISBN 978-4-06-538354-4

## テレビアニメ
2024年6月にコミカライズのテレビアニメ化が発表された。2025年1月から3月までTOKYO MXほかにて放送された。

### スタッフ
- 原作 - 松琴エア、はにゅう[7]
- キャラクター原案 - イセ川ヤスタカ[7]
- 監督 - 木村隆一[7]
- シリーズ構成 - 市川十億衛門[7]
- キャラクターデザイン - 宮谷里沙[7]、大滝那佳[7]
- サブキャラクターデザイン - 加藤真人
- 衣装デザイン - 久保川絵梨子
- モンスターデザイン - 菊永智英[6]
- プロップデザイン - 宍戸久美子[6]
- 美術監督 - 平良亜梨沙[6]、小川友佳子（第10、11話）
- 美術設定 - 外谷恵美[6]
- 美術ボード - 小川友佳子[6]
- 色彩設計 - 斉藤麻記[6]
- 撮影監督 - 何文馨[6]
- 編集 - 石井亜美[6]
- 音響監督 - 田中亮[6]
- 音楽 - Selin[7]
- 音楽制作 - ミュージックレイン
- 音楽プロデューサー - 大浜拓哉
- プロデューサー - 松本拓也、米澤明、佐藤尚哉、曹聡、河内山隆、和田卓治、大貫一雄、大森慎司、中村暢
- 制作マネージャー - 松下達至
- アニメーション制作 - 旭プロダクション[7]
- 製作 - 外れスキル《木の実マスター》製作委員会

### 主題歌
「ブレイブリーダンス」
アーリオ・オーリオ・エ・ペペロンチーノと雪花ラミィによるオープニングテーマ。作詞・作曲・編曲はキノシタ。
「そんな僕らの冒険譚!」
TrySailによるエンディングテーマ。作詞は松井洋平、作曲・編曲はEFFY。

### 各話リスト
| 話数   | サブタイトル | 脚本         | 絵コンテ          | 演出              | 作画監督 | 総作画監督        | 初放送日      |
| ------ | ------------ | ------------ | ----------------- | ----------------- | --- | ----------------- | ------------- |
| 第1話  | 唯一の素材   | 市川十億衛門 | 木村隆一          | 木村隆一          | 大野勉 南伸一郎 藤井文乃 富山大輔 佐藤惠美 島崎克実 重松佐和子 ラプラス・アニメーション | 大滝那佳 加藤真人 | 2025年 1月7日 |
| 第2話  | 未完の輝き   | 篠塚智子     | 木村隆一          | 山内東生雄        | はっとりますみ 久保山陽子 飯飼一幸 高橋こう平 田中好浩 鑫月 ラプラス・アニメーション | 大滝那佳 加藤真人 | 1月14日       |
| 第3話  | 死霊の妖城   | 望月清一郎   | 中山岳洋          | 神谷マキ          | 藤井文乃 桜井木ノ実 松下純子 松下清志 富山大輔 南伸一郎 木村行隆 ラプラス・アニメーション STUDIO CL 株式会社十文字 | 大滝那佳 加藤真人 | 1月21日       |
| 第4話  | 禁忌の能力   | 市川十億衛門 | 松浦直紀          | 栗山美秀 小坂春女 | 藤井文乃 永田有香 橋本航平 大野勉 林なお 島崎克実 南伸一郎 宍戸久美子 菊永智英 ラプラス・アニメーション 光の園・アニメーション Ritera Pictures                                                                                      | 大滝那佳 加藤真人 | 1月28日       |
| 第5話  | 波乱の舌戦   | 望月清一郎   | 森あおい          | 森あおい          | 佐藤惠美 樋口香住 森あおい 鈴木知里 はっとりますみ 重松佐和子 宍戸久美子 株式会社十文字 Jumondou Wuxi | 大滝那佳          | 2月4日        |
| 第6話  | 伝説の鍛治師 | 篠塚智子     | 鈴木理人          | 鈴木理人          | 南伸一郎 島崎克実 飯飼一幸 大野勉 富山大輔 佐藤惠美 樋田香住 宍戸久美子 刘军 谢奎 朱阳 育松动画制作有限公司 | 大滝那佳 加藤真人 | 2月11日       |
| 第7話  | 雷鳴の獣     | 市川十億衛門 | 山内東生雄        | 山内東生雄        | 松下純子 佐藤惠美 大野勉 久保山陽子 南伸一郎 上條修 中弥幸一 刘军 谢奎 朱阳 龍光 廖家来人 Jumondou Wuxi 01 ゼロワン ワンオーダー リバイバル                                                                                         | 大滝那佳          | 2月18日       |
| 第8話  | 不屈の灯火   | 望月清一郎   | 松浦直紀          | 神谷マキ          | 藤井文乃 はっとりますみ 上條修 田中好浩 佐藤惠美 樋田香住 宍戸久美子 ラプラス・アニメーション 刘军 谢奎 朱阳 株式会社十文字 | 大滝那佳 加藤真人 | 2月25日       |
| 第9話  | 湖畔の再会   | 篠塚智子     | 中山岳洋          | 小坂春女          | 富山大輔 重松佐和子 島崎克実 永田有香 林なお 桜井木ノ実 上條修 宍戸久美子 佐藤惠美 樋田香住 山﨑理璃花 久保山陽子 ラプラス・アニメーション 刘军 谢奎 朱阳 光の園・アニメーション 育松动画制作有限公司 ファンザウルス STUDIO MASSKET | 大滝那佳 加藤真人 | 3月4日        |
| 第10話 | 狂騒の波紋   | 篠塚智子     | 森あおい          | 森あおい          | 樋田香住 島崎克実 橋本航平 森あおい 飯飼一幸 上條修 ラプラス・アニメーション 刘军 谢奎 朱阳 株式会社十文字 Jumondou Wuxi | 大滝那佳          | 3月11日       |
| 第11話 | 妖精の祝福   | 望月清一郎   | 鈴木理人          | 鈴木理人          | 藤井文乃 樋田香住 はっとりますみ 飯飼一幸 上條修 久保山陽子 大野勉 佐藤惠美 ラプラス・アニメーション 刘军 谢奎 朱阳 | 大滝那佳          | 3月18日       |
| 第12話 | 宵の明星     | 市川十億衛門 | 森あおい 松浦直紀 | 山内東生雄        | 佐藤惠美 はっとりますみ 重松佐和子 島崎克実 大野勉 久保山陽子 樋田香住 宍戸久美子 富山大輔 上條修 冯永旭 01 ゼロワン 上海炫舟文化伝媒有限公司 ワンオーダー ラプラス・アニメーション 刘军 谢奎 朱阳                                  | 大滝那佳          | 3月25日       |

### 放送局
| 放送期間               | 放送時間                     | 放送局   | 対象地域   | 備考                                        |
| ---------------------- | ---------------------------- | -------- | ---------- | ------------------------------------------- |
| 2025年1月7日 - 3月25日 | 火曜 23:30 - 水曜 0:00       | TOKYO MX | 東京都     | 製作参加 / 字幕放送                         |
| 2025年1月8日 - 3月26日 | 水曜 0:30 - 1:00（火曜深夜） | BSフジ   | 日本全域   | 製作参加 / BS/BS4K放送 / 『アニメギルド』枠 |
|                        | 水曜 3:00 - 3:30（火曜深夜） | 毎日放送 | 近畿広域圏 | 『アニメ特区』第2部                         |

| 配信開始日    | 配信時間                           | 配信サイト | 備考                             |
| ------------- | ---------------------------------- | --- | -------------------------------- |
| 2025年1月1日  | 水曜 0:00（火曜深夜） 更新         | ABEMA | 地上波1週間先行・ 独占見放題配信 |
| 2025年1月14日 | 水曜 0:00（火曜深夜） 以降順次更新 | dアニメストア DMM TV バンダイチャンネル Hulu Amazonプライムビデオ FOD Lemino ニコニコチャンネル TELASA J:COM STREAM milplus HAPPY!動画 MBS動画イズム ビデオマーケット カンテレドーガ music.jp | 都度課金配信                     |

### BD
| 巻  | 発売日        | 収録話         | 規格品番  |
| --- | ------------- | -------------- | --------- |
| BOX | 2025年6月25日 | 第1話 - 第12話 | DMPXA-409 |

### Webラジオ
2025年1月6日より音泉にて『外れスキル《木の実マスター》 〜ラジオで無限に喋れるようになった件について〜』を配信中。パーソナリティはライト役の永塚拓馬とレーナ役のLynn。